# Les Derniers Jours de monsieur Brown
Pour plus de détails, voir Fiche technique et Distribution.
Les Derniers Jours de monsieur Brown  ou Richard Says Goodbye (The Professor) est un film américain réalisé par Wayne Roberts et sorti en 2018.  

## Synopsis
Un professeur de littérature d'une université de Nouvelle-Angleterre décide de se libérer des carcans le jour où on lui diagnostique un cancer des poumons en phase terminale. Pour  le reste des six mois à vivre, il se transforme en fêtard rebelle, et au grand plaisir de ses étudiants, il mène une croisade contre l'autorité et l'hypocrisie.

## Fiche technique
- Titre original : The Professor ; Richard Says Goodbye (titre alternatif)
- Titre français : Les Derniers Jours de Monsieur Brown (France) ; Richard Says Goodbye (Belgique et Suisse)
- Réalisation : Wayne Roberts
- Scénario : Wayne Roberts
- Direction artistique : Kendelle Elliott
- Décors : Shannon Gottlieb
- Costumes : Carla Hetland
- Photographie : Tim Orr
- Montage : Sabine Emiliani
- Musique : Bryce Dessner et Aaron Dessner
- Production : Warren Carr, Brian Kavanaugh-Jones et Greg Shapiro
- Sociétés de production : Global Road Entertainment, Leeding Media et Starlings Entertainment
- Société de distribution : Saban Films
- Pays :  États-Unis
- Langue : anglais
- Genre : comédie dramatique
- Format :
- Durée : 90 minutes
- Dates de sortie[1] : 
  - Suisse : 5 octobre 2018 (festival du film de Zurich)
  - États-Unis : 17 mai 2019
  - Canada : 21 mai 2019
  - France : 30 juin 2019 (sur Amazon Prime)

## Distribution
- Johnny Depp (VF : Bruno Choël) : Richard
- Rosemarie DeWitt (VF : Véronique Desmadryl) : Veronica
- Odessa Young (VF : Joséphine Ropion) : Olivia
- Danny Huston (VF : Philippe Vincent) : Peter
- Zoey Deutch (VF : Pamela Ravassard) : Claire
- Devon Terrell : Danny
- Ron Livingston : Henry
- Linda Emond (VF : Josiane Pinson) : Barbara
- Matreya Scarrwener : Rose
- Siobhan Fallon Hogan : Donna

## Production

### Autour du film
Le titre alternatif et de première exploitation en France, Richard Says Goodbye, fait référence au film précédent de Katie Says Goodbye sorti en 2016.